# NGC 4745
NGC 4745 је спирална галаксија у сазвежђу Береникина коса која се налази на NGC листи објеката дубоког неба.
Деклинација објекта је + 27° 25' 18" а ректасцензија 12h 51m 26,1s. Привидна величина (магнитуда) објекта NGC 4745 износи 15,1 а фотографска магнитуда 16,1. NGC 4745 је још познат и под ознакама NGC 4745A, MCG 5-30-105A, CGCG 159-94, PGC 43539.